# Nambé
Il Nambé (IPA: [nam ˈbej]) è una lega di otto metalli, il maggiore in percentuale dei quali è l'alluminio. 

## Storia
Fu sviluppata dai Laboratori di Los Alamos negli anni '40 ed è prodotta esclusivamente dalla Nambé Mills, Inc., che fu fondata nel 1951 vicino al paese di Nambé, a 10 miglia circa a nord di Santa Fe, negli USA. 

## Descrizione
La lega ha la lucidità dell'argento e buone proprietà meccaniche. Ha inoltre una conducibilità termica minore rispetto all'argento. Essa non contiene argento,  piombo o peltro (una lega di stagno e rame) e resiste all'ossidazione. È comunque suscettibile alla corrosione in presenza di ambiente acido. Per questo, non è impiegata né raccomandata nell'utilizzo per la conservazione di alimenti. La composizione del Nambé è un segreto industriale. La Food and Drug Administration (FDA) ha stabilito che la lega Nambé è sicura per la cucina.
Il metallo è principalmente fuso in sabbia e lucidato per creare oggetti come piatti, pentole, utensileria da cucina, portacandele eccetera.